# Heinz Gildemeister
Heinz Gildemeister (Santiago del Cile, 18 ottobre 1960) è un ex tennista cileno naturalizzato peruviano.

## Biografia
È nato a Santiago, ultimogenito di due peruviani di origine cileno-tedesca, Benito Enrique Gildemeister Ruemann ed Elena Bohner Schertel. Si è avvicinato al tennis sulle orme del fratello maggiore Hans Gildemeister.
Da professionista ha vinto un titolo ATP in doppio con Andrés Gómez. La sua migliore posizione nel ranking mondiale come singolarista è stata la numero 229, ottenuta nel 1985; mentre da doppista la numero 324, nel 1983.
Gildemister è stato capitano della nazione peruviana di Coppa Davis negli anni 1993-94.

## Vita privata
Si è sposato tre volte: con la collega Laura Arraya (nota come Laura Gildemeister negli anni del matrimonio), con Alice Claudia Menzel Thielemann e con l'attrice Maria Grazia Gamarra, sua attuale moglie, che gli ha dato la figlia Eva.